# Trieste Kelly Dunn
Trieste Kelly Dunn (Utah, 14 gennaio 1981) è un'attrice statunitense.

## Biografia
Dunn ha frequentato la North Carolina School of the Arts, dove ha studiato teatro. Nel 2010 Filmmaker Magazine l'ha nominata uno dei 25 volti nuovi nella categoria film indipendenti, e il Los Angeles Times l'ha propagandata come "futura stella" sulla base dei suoi ruoli nei film indipendenti come Cold Weather (2010) e The New Year (2010). Dunn è salita alla ribalta grazie alla serie tv Fox Canterbury's Law nel ruolo di Molly McConnell. I suoi ultimi ruoli cinematografici hanno incluso film lodati dalla critica Cold Weather (2010), The New Year (2010), Vacation! (2010), e United 93 (2006).
È apparsa anche nella serie TV Fringe come Valerie Boone, una vittima di un esperimento scientifico nell'episodio "Midnight", è anche apparsa in un episodio di Law & Order - Unità vittime speciali. Nel 2013 prende parte ad alcuni episodi della serie televisiva Golden Boy, interpretando il ruolo della giornalista Margot Dixon. Sempre nello stesso anno entra a far parte del cast della serie tv Banshee - La città del male nel ruolo di Siobhan Kelly, giovane agente del dipartimento dello sceriffo, ricoprendo la parte fino al 2015.. A partire dal 2015 interpreterà la parte dell'agente dell'U.S. Marshal Allison Knight nella serie Blindspot.

## Filmografia

### Cinema
- Mysterious Skin, regia di Gregg Araki (2003)
- United 93, regia di Paul Greengrass (2006)
- Cold Weather, regia di Aaron Katz (2010)
- The New Year, regia di Brett Haley (2010)
- Vacation!, regia di Zach Clark (2010)
- Loves Her Gun, regia di Geoff Marslett (2013)
- Applesauce, regia di Onur Tukel (2015)
- Almost There, regia di Jacqueline Zünd (2016)
- Infinity Baby, regia di Bob Byington (2017)
- Blame, regia di Quinn Shephard (2017)
- The Misogynist, regia di Onur Tukel (2017)
- La ragazza del terzo piano (Girl on the Third Floor), regia di Travis Stevens (2019)

### Televisione
- Law & Order - Unità vittime speciali (Law & Order: Special Victims Unit) – serie TV, episodio 7x17 (2006)
- What's Not to Love?, regia di Tom Gianas - film TV (2006)
- The Tower, regia di Davis Guggenheim - film TV (2008)
- Canterbury's Law – serie TV, 6 episodi (2008)
- Fringe – serie TV, episodio 1x18 (2009)
- Cupid – serie TV, episodio 1x04 (2009)
- Bored to Death - Investigatore per noia (Bored to Death) – serie TV, episodio 1x06 (2009)
- The Craigslist Killer, regia di Stephen Kay - film TV (2011)
- Brothers & Sisters - Segreti di famiglia (Brothers & Sisters) – serie TV, episodio 5x22 (2011)
- Futurestates - serie TV, episodio 3x02 (2012)
- Banshee Origins – miniserie TV, 3 episodi (2013)
- Golden Boy – serie TV, 6 episodi (2013)
- Banshee - La città del male (Banshee) – serie TV, 25 episodi (2013-2015)
- And, We're Out of Time, regia di Jace Alexander - film TV (2014)
- Believe – serie TV, 6 episodi (2014)
- The Good Wife - serie TV, episodio 7x02 (2015)
- Blindspot - serie TV, 7 episodi (2015-2016)
- Royal Pains - serie TV, episodio 8x02 (2016)
- Bull - serie TV, episodio 1x02 (2016)
- Elementary - serie TV, episodio 6x01 (2018)

### Video musicali
- Com Truise - Propagation (2017)

## Doppiatrici italiane
Nelle versioni in italiano delle opere in cui ha recitato, Trieste Kelly Dunn è stata doppiata da:
- Ilaria Latini in Golden Boy, The Good Wife
- Beatrice Orlandini in United 93
- Emanuela D'Amico in Law & Order- Unità vittime speciali
- Federica De Bortoli in Banshee - La città del male
- Emilia Costa in Believe
- Paola Majano in Blindspot
- Emanuela Damasio in Bull